# Veia gastromental direita
A veia gastromental direita recebe os ramos do omento maior e das porções inferior das superfícies ântero-superior e póstero-inferior do estômago. Ela tem um trajeto da esquerda para a direita ao longo da curvatura maior do estômago entre as duas camadas do omento maior.